# Tercera División de Chile 2004
El Torneo Nacional de Tercera División de Chile de 2004 fue disputado por 35 equipos de todo el país, con jugadores nacionales menores de 23 años, razón por la cual el torneo, en todas sus ediciones, es conocido como Torneo Nacional Sub-23.
El Campeonato se jugó entre marzo y diciembre de 2004, en cinco fases. Entregó un cupo de ascenso a la Primera B, obtenido por Ñublense, campeón del Torneo.

## Movimientos divisionales
| Pos | a Primera B de Chile 2004      |
| --- | ------------------------------ |
| 1º  | San Luis de Quillota (Campeón) |

| Pos | a Tercera División de Chile 2004 |
| --- | -------------------------------- |
| 1º  | Ferroviarios de Chile            |
| 2º  | San Bernardo Deportes            |
| 3º  | Unión Quilpué                    |
| 4º  | Rengo Unido                      |
| 5º  | Juventud Puente Alto             |
| 6º  | Deportivo Luis Musrri            |
| 8º  | Defensor Casablanca              |
| 11º | Luis Matte Larraín               |
| 12º | Santa Fé                         |

| Pos | Aceptados en Tercera División de Chile 2004 |
| --- | ------------------------------------------- |
| -   | Corporación Municipal de Ñuñoa              |
| -   | Unión Flor Star                             |
| -   | Universidad de Chile B (Filial)             |
| -   | Deportes Valdivia                           |
| -   | Deportivo Arellano                          |

| Pos     | a Asociación de Origen |
| ------- | ---------------------- |
| 7º (4D) | Chiprodal              |
| 9º (4D) | Tricolor Municipal     |

| Pos      | Abandono de la Competencia.          |
| -------- | ------------------------------------ |
| 5º (LA)  | Uniacc (Disuelto)                    |
| 14º (ZN) | Cristo Salva Cristo Viene (Disuelto) |
| 15º (ZN) | Selección de Palestina (Disuelto)    |
| 11º (ZS) | C.D. Los Condores (Disuelto)         |
| 10º (4D) | Hosanna "B" (Filial) (Disuelto)      |

## Equipos participantes
| Equipo                         | Ciudad                     |
| ------------------------------ | -------------------------- |
| Barnechea                      | Lo Barnechea               |
| Colchagua                      | San Fernando               |
| Concón National                | Con Con                    |
| Constitución Unido             | Constitución               |
| Corporación Municipal de Ñuñoa | Nuñoa                      |
| Curicó Unido                   | Curicó                     |
| Defensor Casablanca            | Casablanca                 |
| Deportes Laja                  | Laja                       |
| Deportes Linares               | Linares                    |
| Deportes Quilicura             | Quilicura                  |
| Deportes Santa Cruz            | Santa Cruz                 |
| Deportes Valdivia              | Valdivia                   |
| Deportivo Arellano             | La Cisterna                |
| Deportivo Luis Musrri          | Mallarauco                 |
| Ferroviarios de Chile          | Estación Central           |
| General Velásquez              | San Vicente de Tagua Tagua |
| Hosanna                        | La Pintana                 |
| Huachipato B                   | Talcahuano                 |
| Iberia                         | Los Ángeles                |
| Juventud Puente Alto           | Puente Alto                |
| Lautaro de Buin                | Buin                       |
| Luis Matte Larraín             | Puente Alto                |
| Malleco Unido                  | Angol                      |
| Municipal Iquique              | Iquique                    |
| Municipal Limache              | Limache                    |
| Municipal Nogales Melón        | Hijuelas                   |
| Ñublense                       | Chillán                    |
| Rengo Unido                    | Rengo                      |
| San Antonio Unido              | San Antonio                |
| San Bernardo Deportes          | San Bernardo               |
| Santa Fe                       | Padre Hurtado              |
| Trasandino                     | Los Andes                  |
| Unión Flor Star                | El Rungue (Puchuncaví)     |
| Unión Quilpué                  | Quilpué                    |
| Universidad Católica B         | Las Condes                 |
| Universidad de Chile B         | Nuñoa                      |

## Torneo de Apertura o de Preparación
Participaron en el torneo de Apertura de la Tercera División de Chile un total de 34 escuadras ya que los equipos de Chiprodal, Municipal Nogales Melón, UNIACC, Municipal Iquique, Selección de Palestina, Cristo Salva C. V., Los Cóndores y Tricolor de Paine decidieron no inscribirse.
Los equipos 34 fueron divididos en 9 grupos de 4 equipos agrupándolos según ubicación geográfica bajo el sistema todos contra todos, clasificaron los 2 primeros de cada grupo, salvo los grupos 8 y 9 que jugaron con 3 equipos y con un solo cupo para la siguiente etapa del torneo.

### Grupo 1
| Pos | Equipo                | Pts | PJ | G | E | P | GF | GC | DIF |
| --- | --------------------- | --- | -- | - | - | - | -- | -- | --- |
| 1   | San Antonio Unido     | 18  | 6  | 0 | 0 | 1 | 29 | 2  | +27 |
| 2   | Unión Quilpué         | 12  | 6  | 4 | 0 | 2 | 14 | 8  | +6  |
| 3   | Deportivo Luis Musrri | 3   | 6  | 1 | 0 | 5 | 8  | 19 | -11 |
| 4   | Defensor Casablanca   | 3   | 6  | 1 | 0 | 5 | 2  | 24 | -22 |

### Grupo 2
| Pos | Equipo            | Pts | PJ | G | E | P | GF | GC | DIF |
| --- | ----------------- | --- | -- | - | - | - | -- | -- | --- |
| 1   | Trasandino        | 14  | 6  | 4 | 2 | 0 | 15 | 6  | +9  |
| 2   | Municipal Limache | 10  | 6  | 3 | 1 | 2 | 9  | 6  | +3  |
| 3   | Unión Flor Star   | 10  | 6  | 3 | 1 | 2 | 9  | 8  | +1  |
| 4   | Concón National   | 0   | 6  | 0 | 0 | 6 | 4  | 17 | -13 |

### Grupo 3
| Pos | Equipo                 | Pts | PJ | G | E | P | GF | GC | DIF |
| --- | ---------------------- | --- | -- | - | - | - | -- | -- | --- |
| 1   | Universidad Católica B | 15  | 6  | 5 | 0 | 1 | 26 | 6  | +20 |
| 2   | Barnechea              | 15  | 6  | 5 | 0 | 1 | 22 | 5  | +17 |
| 3   | Deportivo Arellano     | 6   | 6  | 2 | 0 | 4 | 10 | 15 | -5  |
| 4   | Santa Fe               | 0   | 6  | 0 | 0 | 6 | 3  | 35 | -32 |

### Grupo 4
| Pos | Equipo                 | Pts | PJ | G | E | P | GF | GC | DIF |
| --- | ---------------------- | --- | -- | - | - | - | -- | -- | --- |
| 1   | Hosanna                | 12  | 6  | 4 | 0 | 2 | 11 | 5  | +6  |
| 2   | Deportes Quilicura     | 12  | 6  | 4 | 0 | 2 | 11 | 5  | +6  |
| 3   | Universidad de Chile B | 7   | 6  | 2 | 1 | 3 | 8  | 13 | -5  |
| 4   | Ferroviarios           | 4   | 6  | 1 | 1 | 4 | 6  | 13 | -7  |

### Grupo 5
| Pos | Equipo            | Pts | PJ | G | E | P | GF | GC | DIF |
| --- | ----------------- | --- | -- | - | - | - | -- | -- | --- |
| 1   | Iberia            | 16  | 6  | 5 | 1 | 0 | 15 | 6  | +9  |
| 2   | Malleco Unido     | 10  | 6  | 3 | 1 | 2 | 15 | 13 | +2  |
| 3   | Deportes Valdivia | 6   | 6  | 2 | 0 | 4 | 7  | 13 | -6  |
| 4   | Deportes Laja     | 3   | 6  | 1 | 0 | 5 | 5  | 10 | -5  |

### Grupo 6
| Pos | Equipo             | Pts | PJ | G | E | P | GF | GC | DIF |
| --- | ------------------ | --- | -- | - | - | - | -- | -- | --- |
| 1   | Ñublense           | 13  | 6  | 4 | 1 | 1 | 9  | 4  | +5  |
| 2   | Constitución Unido | 9   | 6  | 2 | 3 | 1 | 7  | 7  | 0   |
| 3   | Huachipato B       | 5   | 6  | 2 | 1 | 3 | 6  | 7  | -1  |
| 4   | Deportes Linares   | 4   | 6  | 1 | 1 | 4 | 4  | 8  | -4  |

### Grupo 7
| Pos | Equipo              | Pts | PJ | G | E | P | GF | GC | DIF |
| --- | ------------------- | --- | -- | - | - | - | -- | -- | --- |
| 1   | Curicó Unido        | 16  | 6  | 5 | 1 | 0 | 18 | 5  | +13 |
| 2   | Colchagua           | 12  | 6  | 4 | 0 | 2 | 13 | 8  | +5  |
| 3   | Deportes Santa Cruz | 5   | 6  | 1 | 2 | 3 | 11 | 12 | -1  |
| 4   | General Velásquez   | 1   | 6  | 0 | 1 | 5 | 4  | 21 | -17 |

### Grupo 8
| Pos | Equipo                | Pts | PJ | G | E | P | GF | GC | DIF |
| --- | --------------------- | --- | -- | - | - | - | -- | -- | --- |
| 1   | Lautaro de Buin       | 9   | 4  | 3 | 0 | 1 | 6  | 3  | +3  |
| 2   | Rengo Unido           | 6   | 4  | 2 | 0 | 2 | 6  | 5  | +1  |
| 3   | San Bernardo Deportes | 3   | 4  | 1 | 0 | 3 | 1  | 5  | -4  |

### Grupo 9
| Pos | Equipo                         | Pts | PJ | G | E | P | GF | GC | DIF |
| --- | ------------------------------ | --- | -- | - | - | - | -- | -- | --- |
| 1   | Juventud Puente Alto           | 7   | 4  | 2 | 1 | 1 | 11 | 8  | +3  |
| 2   | Corporación Municipal de Ñuñoa | 5   | 4  | 1 | 2 | 1 | 7  | 7  | 0   |
| 3   | Luis Matte Larraín             | 4   | 4  | 1 | 1 | 2 | 6  | 9  | -3  |

|  | Clasifica a la Segunda fase. |

### Segunda fase
Los 16 clubes clasificados se enfrentaron entre sí con el sistema de Play-offs para clasificar a la tercera Fase. Los clasificados obtuvieron un bono de +3 pts para el torneo oficial; los perdedores recibieron 1 solo punto.
|  | Unión Quilpué | 0:0 | San Antonio Unido |  |  |

|  | San Antonio Unido | 1:1 | Unión Quilpué |  |  |

Marcador agregado 1–1. Unión Quilpué avanza a la tercera fase por gol de visita.

|  | Municipal Limache | 0:4 | Trasandino |  |  |

|  | Trasandino | 6:2 | Municipal Limache |  |  |

Marcador agregado 10–2. Trasandino avanza a la tercera fase.

|  | Barnechea | 1:2 | Univ. Católica B |  |  |

|  | Univ. Católica B | 1:3 | Barnechea |  |  |

Marcador agregado 4–3. Barnechea avanza a la tercera fase.

|  | Deportes Quilicura | 0:3 | Hosanna |  |  |

|  | Hosanna | 3:1 | Deportes Quilicura |  |  |

Marcador agregado 6–1. Hosanna avanza a la tercera fase.

|  | Malleco Unido | 1:2 | Iberia |  |  |

|  | Iberia | 3:1 | Malleco Unido |  |  |

Marcador agregado 5–2. Iberia avanza a la tercera fase.

|  | Constitución Unido | 0:1 | Ñublense |  |  |

|  | Ñublense | 2:1 | Constitución Unido |  |  |

Marcador agregado 3–1. Ñublense avanza a la tercera fase.

|  | Colchagua | 0:4 | Curicó Unido |  |  |

|  | Curicó Unido | 4:0 | Colchagua |  |  |

Marcador agregado 8–0. Curicó Unido avanza a la tercera fase.

|  | Juventud Puente Alto | 0:1 | Lautaro de Buin |  |  |

|  | Lautaro de Buin | 4:3 | Juventud Puente Alto |  |  |

Marcador agregado 5–3. Lautaro de Buín Unido avanza a la tercera fase.

### Tercera fase
|  | Unión Quilpué | 2:2 | Trasandino |  |  |

|  | Trasandino | 4:1 | Unión Quilpué |  |  |

Marcador agregado 6–3. Trasandino avanza a la semifinal.

|  | Hosanna | 0:2 | Barnechea |  |  |

|  | Barnechea | 1:2 | Hosanna |  |  |

Marcador agregado 3–2. Barnechea avanza a la semifinal.

|  | Iberia | 1:0 | Ñublense |  |  |

|  | Ñublense | 2:1 | Iberia |  |  |

Marcador agregado 2–2. Ñublense avanza a la semifinal por penales (5:4) pen.

|  | Curicó Unido | 4:0 | Lautaro de Buin |  |  |

|  | Lautaro de Buin | 0:1 | Curicó Unido |  |  |

Marcador agregado 5–0. Curicó Unido avanza a la semifinal.

### Semifinalista
Los clubes semifinalistas decidieron no jugar.
|  | Trasandino | 2 - 0 | Barnechea |  |  |

|  | Ñublense | 1 - 1 | Curicó Unido |  |  |

## CAMPEONATO OFICIAL
La Tercera B (Cuarta División) fue disuelta y los clubes de tal nivel fueron integrados en la Tercera División pero no pueden ascender a la Primera B por esta temporada.
Participaron para el Torneo Oficial 2004, un total de 35 clubes distribuidos en 4 grupos: grupo norte, centro, centro sur y sur de 9, 10, los últimos 2 grupos de 8 equipos respectivamente.
Clasificaron los 4 primeros equipos de cada grupo para jugar la segunda fase.
Los clubes de Municipal Nogales Melón y Municipal Iquique retornaron a la competencia.

### Primera fase

#### Zona Norte
| Pos | Equipo                  | Pts | PJ | G  | E | P  | GF | GC | DIF |
| --- | ----------------------- | --- | -- | -- | - | -- | -- | -- | --- |
| 1   | Trasandino              | 43  | 16 | 12 | 4 | 0  | 50 | 13 | +37 |
| 2   | San Antonio Unido       | 32  | 16 | 9  | 5 | 2  | 49 | 15 | +34 |
| 3   | Municipal Limache       | 32  | 16 | 9  | 5 | 2  | 43 | 16 | +27 |
| 4   | Unión Flor Star         | 29  | 16 | 8  | 5 | 3  | 41 | 16 | +25 |
| 5   | Unión Quilpué           | 25  | 16 | 7  | 3 | 6  | 31 | 22 | +9  |
| 6   | Concón National         | 17  | 16 | 5  | 2 | 9  | 28 | 40 | -12 |
| 7   | Deportivo Luis Musrri   | 13  | 16 | 4  | 1 | 11 | 23 | 52 | -29 |
| 8   | Municipal Nogales Melón | 9   | 16 | 2  | 3 | 11 | 12 | 58 | -46 |
| 9   | Defensor Casablanca     | 5   | 16 | 1  | 2 | 13 | 20 | 65 | -45 |

#### Zona Centro
| Pos | Equipo                         | Pts | PJ | G  | E | P  | GF | GC | DIF |
| --- | ------------------------------ | --- | -- | -- | - | -- | -- | -- | --- |
| 1   | Hosanna                        | 41  | 18 | 12 | 4 | 2  | 42 | 13 | +29 |
| 2   | Barnechea                      | 39  | 18 | 11 | 3 | 4  | 31 | 19 | +12 |
| 3   | Municipal Iquique              | 35  | 18 | 11 | 2 | 5  | 38 | 23 | +15 |
| 4   | Deportes Quilicura             | 32  | 17 | 9  | 5 | 3  | 30 | 20 | +10 |
| 5   | Univ. Católica B               | 30  | 18 | 8  | 6 | 4  | 31 | 22 | +9  |
| 6   | Corporación Municipal de Ñuñoa | 25  | 18 | 7  | 4 | 7  | 50 | 40 | +10 |
| 7   | Ferroviarios                   | 24  | 18 | 7  | 3 | 8  | 20 | 26 | -6  |
| 8   | Juventud Puente Alto           | 11  | 18 | 2  | 5 | 11 | 23 | 39 | -16 |
| 9   | Luis Matte Larraín             | 9   | 17 | 2  | 3 | 12 | 15 | 42 | -27 |
| 10  | Santa Fe                       | 6   | 18 | 1  | 3 | 14 | 10 | 56 | -46 |

#### Zona Centro Sur
| Pos | Equipo                | Pts | PJ | G  | E | P  | GF | GC | DIF |
| --- | --------------------- | --- | -- | -- | - | -- | -- | -- | --- |
| 1   | Curicó Unido          | 39  | 14 | 11 | 3 | 0  | 47 | 8  | +39 |
| 2   | Deportes Santa Cruz   | 34  | 14 | 11 | 1 | 2  | 46 | 21 | +25 |
| 3   | Univ. de Chile B      | 25  | 14 | 7  | 4 | 3  | 45 | 21 | +24 |
| 4   | General Velásquez     | 23  | 14 | 7  | 2 | 5  | 44 | 30 | +14 |
| 5   | Lautaro de Buin       | 20  | 14 | 6  | 1 | 7  | 25 | 24 | +1  |
| 6   | Colchagua             | 12  | 14 | 3  | 3 | 8  | 14 | 31 | -17 |
| 7   | Rengo Unido           | 7   | 14 | 2  | 1 | 11 | 20 | 77 | -57 |
| 8   | San Bernardo Deportes | 4   | 14 | 1  | 1 | 12 | 20 | 49 | -29 |

#### Zona Sur
| Pos | Equipo             | Pts | PJ | G  | E | P  | GF | GC | DIF |
| --- | ------------------ | --- | -- | -- | - | -- | -- | -- | --- |
| 1   | Constitución Unido | 34  | 14 | 11 | 1 | 2  | 42 | 15 | +27 |
| 2   | Ñublense           | 31  | 14 | 8  | 2 | 4  | 24 | 20 | +4  |
| 3   | Iberia             | 22  | 14 | 6  | 3 | 5  | 25 | 19 | +6  |
| 4   | Malleco Unido      | 21  | 14 | 6  | 3 | 5  | 23 | 22 | +1  |
| 5   | Deportes Linares   | 20  | 14 | 6  | 2 | 6  | 24 | 19 | +5  |
| 6   | Huachipato B       | 16  | 14 | 4  | 4 | 6  | 20 | 28 | -8  |
| 7   | Deportes Valdivia  | 11  | 14 | 2  | 5 | 7  | 16 | 30 | -14 |
| 8   | Deportes Laja      | 5   | 14 | 1  | 2 | 11 | 10 | 31 | -21 |

|  | Clasificado a la Segunda fase. |

### Segunda Fase
Los cuatro equipos clasificados de cada grupo jugaron mediante el sistema todos contra todos para determinar al equipo que jugaría el cuadrangular final.

#### Zona Norte
| Pos | Equipo            | Pts | PJ | G | E | P | GF | GC | DIF |
| --- | ----------------- | --- | -- | - | - | - | -- | -- | --- |
| 1   | Trasandino        | 13  | 6  | 4 | 1 | 1 | 16 | 5  | +11 |
| 2   | San Antonio Unido | 11  | 6  | 3 | 2 | 1 | 13 | 11 | +2  |
| 3   | Municipal Limache | 9   | 6  | 3 | 0 | 3 | 9  | 9  | 0   |
| 4   | Unión Flor Star   | 1   | 6  | 0 | 1 | 5 | 4  | 17 | -13 |

#### Zona Centro
| Pos | Equipo             | Pts | PJ | G | E | P | GF | GC | DIF |
| --- | ------------------ | --- | -- | - | - | - | -- | -- | --- |
| 1   | Barnechea          | 11  | 6  | 3 | 2 | 1 | 10 | 6  | +4  |
| 2   | Municipal Iquique  | 10  | 6  | 3 | 1 | 2 | 11 | 10 | +1  |
| 3   | Deportes Quilicura | 8   | 6  | 2 | 2 | 2 | 9  | 8  | +1  |
| 4   | Hosanna            | 4   | 6  | 1 | 1 | 4 | 7  | 13 | -6  |

#### Zona Centro Sur
| Pos | Equipo              | Pts | PJ | G | E | P | GF | GC | DIF |
| --- | ------------------- | --- | -- | - | - | - | -- | -- | --- |
| 1   | Curicó Unido        | 13  | 6  | 4 | 1 | 1 | 10 | 5  | +5  |
| 2   | General Velásquez   | 8   | 6  | 2 | 2 | 2 | 11 | 9  | +1  |
| 3   | Deportes Santa Cruz | 7   | 6  | 2 | 1 | 3 | 13 | 13 | 0   |
| 4   | Univ. de Chile B    | 6   | 6  | 2 | 0 | 4 | 5  | 12 | -7  |

#### Zona Sur
| Pos | Equipo             | Pts | PJ | G | E | P | GF | GC | DIF |
| --- | ------------------ | --- | -- | - | - | - | -- | -- | --- |
| 1   | Ñublense           | 15  | 6  | 5 | 0 | 1 | 16 | 3  | +13 |
| 2   | Iberia             | 12  | 6  | 4 | 0 | 2 | 10 | 8  | +2  |
| 3   | Constitución Unido | 6   | 6  | 2 | 0 | 4 | 9  | 11 | -2  |
| 4   | Malleco Unido      | 3   | 6  | 1 | 0 | 5 | 7  | 20 | -13 |

|  | Clasificado a la Fase final. |

### Cuadrangular Final
| Pos | Equipo       | Pts | PJ | G | E | P | GF | GC | DIF |
| --- | ------------ | --- | -- | - | - | - | -- | -- | --- |
| 1   | Curicó Unido | 12  | 6  | 4 | 0 | 2 | 13 | 8  | +5  |
| 2   | Ñublense     | 12  | 6  | 4 | 0 | 2 | 11 | 12 | +1  |
| 3   | Trasandino   | 7   | 6  | 2 | 1 | 3 | 13 | 11 | +2  |
| 4   | Barnechea    | 4   | 6  | 1 | 1 | 4 | 7  | 13 | -6  |

#### Definición por el Ascenso
| 28 de diciembre del 2004 | Ñublense | 2:0 | Curicó Unido | Estadio Municipal de Linares, Linares |  |

## Campeón
| Campeón Ñublense              |
| Asciende a Primera B de Chile |